# Djibril Camara
Pour les articles homonymes, voir Camara.

a Compétitions nationales et continentales officielles uniquement.

b Matchs officiels uniquement.
Dernière mise à jour le 4 juillet 2022.
Djibril Camara, né le 22 juin 1989 à Juvisy-sur-Orge (Essonne), est un joueur international français de rugby à XV jouant aux postes d'ailier ou d'arrière.
Il commence sa carrière Stade français Paris, où il est formé. Il y devient champion de France en 2015 et remporte le Challenge européen en 2017. Puis, en 2019, il rejoint l'Aviron bayonnais avec qui il termine sa carrière deux ans plus tard. Il obtient aussi sa première sélection en équipe de France lors du Tournoi des Six Nations 2016.

## Biographie

### Carrière professionnelle
Pour ses débuts avec le Stade français en Top 14, au poste de trois-quarts aile, il inscrit un essai en début de première mi-temps contre l'US Dax au stade Maurice-Boyau, le 11 avril 2007 offrant une victoire 13-9 aux stadistes. Il fait partie de l'équipe de France des moins de 20 ans lors du Championnat du monde junior 2008.
Issus du centre de formation du club, il fait partie de la génération 1989-1992 qui a éclos sous l'ère Gonzalo Quesada avec Jules Plisson, Hugo Bonneval, Rabah Slimani, Alexandre Flanquart ou encore Rémi Bonfils. 
Ses premières saisons sont compliquées, ses entraîneurs lui reprochant son dilettantisme ; il connaît ensuite un an de suspension, infligé par l'Agence française de lutte contre le dopage, en 2012.
La saison 2014-2015 marque un tournant dans sa carrière. À la suite du départ de Jérôme Porical et à la blessure de Hugo Bonneval il devient l'arrière n°1 au Stade français Paris. Avec celui-ci, il remporte lors de cette saison le Top 14.
Il fait son entrée dans le XV de France pour le Tournoi des Six Nations 2016, titularisé pour la première fois pour le match Pays de Galles-France du 26 février.
Au moment de partir avec le XV de France pour l'Afrique du Sud afin de jouer trois tests contre les Springboks, l'accès à l'avion lui est refusé à cause d'un problème de passeport déchiré. Il est remplacé par Nans Ducuing.
Il commence la saison 2017-2018 par une blessure au genou, contractée contre le Stade rochelais lors de la deuxième journée de Top 14. Elle le tient éloigné des terrains pendant plusieurs semaines.
En juin 2018, il est sélectionné pour jouer avec les Barbarians français qui affrontent les Crusaders puis les Highlanders en Nouvelle-Zélande. Titulaire lors du premier test, il ne peut pas participer au second à la suite d'une commotion cérébrale. Les Baa-baas s'inclinent 42 à 26 à Christchurch puis 29 à 10 à Invercargill.
Le 19 juin 2019, le joueur confirme dans une lettre ouverte son licenciement du Stade français pour faute grave. Il rejoint alors l'Aviron bayonnais, promu en Top 14.
Il arrête sa carrière à l'issue de son contrat avec l'Aviron bayonnais en 2021.

### Après carrière
En 2022, Djibril Camara intègre le staff de l'équipe du Sénégal en tant que consultant afin d'apporter son expérience en vue des qualifications pour la Coupe du monde 2023 en France.

## Vie privée
Son cousin, Ibrahim Diarra, était également un joueur international français de rugby à XV.
Dans la nuit du 4 au 5 mars 2023, ses deux enfants sont retrouvés par un restaurateur, errant dans une rue, à la recherche de leur père. Interpellé puis entendu par les forces de l'ordre, l'ancien ailier et arrière du Stade français explique qu'il avait contacté une nourrice pour garder ses deux enfants. Cependant, l'ancien champion de France a quitté son logement avant que cette dernière n'arrive.

## Palmarès

### En club
- Stade français
  - Finaliste du Challenge européen en 2011
  - Vainqueur du Championnat de France en 2015
  - Vainqueur du Challenge européen en 2017

### En sélection nationale
- France -20
  - Vainqueur du Tournoi des Six Nations des moins de 20 ans en 2009